# Mantophryne lateralis
Mantophryne lateralis är en groddjursart som beskrevs av George Albert Boulenger 1897. Mantophryne lateralis ingår i släktet Mantophryne och familjen Microhylidae. IUCN kategoriserar arten globalt som livskraftig. Inga underarter finns listade i Catalogue of Life.